# Sigrid Schauman
Sigrid Maria Schauman, née le 24 décembre 1877 à Tchouhouïv, gouvernement de Kharkov, Empire russe [aujourd'hui Ukraine] et morte le 22 février 1979 à Helsinki, Finlande, est une artiste et critique d'art finlandaise. 

## Biographie
Sigrid Maria Schauman naît le 24 décembre 1877 à Tchouhouïv, dans le gouvernement de Kharkov de Kharkov dans l'Empire russe (aujourd'hui en Ukraine), fille du général Fredrik Waldemar Schauman et d'Elin Maria Schauman. Sa mère est la fille de l'évêque de Porvoo, en Finlande. Les Schauman vivent à Radom, en Pologne, ils retournent en Finlande en 1885, la mère étant décédée en 1884. En 1899, elle commence ses études à  de l'École de dessin de l'association des arts d'Helsinki, où parmi ses professeurs figurent Carl Jahn et Helene Schjerfbeck. En 1901, elle participe pour la première fois à une exposition de groupe à l'Ateneum. 
En 1904, le frère de Schauman, Eugen Schauman, assassine le gouverneur général de Finlande, Nikolaï Bobrikov. Après cela, elle déménage à Copenhague, au Danemark, et poursuit ses études à Florence et à Paris, où elle est à l'Académie de la Palette en 1910 avant de voyager en Égypte. 
Elle épouse Edvard Wolff, mais il meurt peu de temps après la naissance de leur fille Elisabeth en 1913. 
En 1920, Schauman commence à travailler dans le journal Dagens Press (à partir de 1922 Svenska Pressen, à partir de 1945 Nya Pressen) en tant que critique d'art et y reste pendant presque 30 ans, publiant plus de 1 500 critiques d'art, interviews et rapports de voyage. 
Après la Seconde Guerre mondiale, Schauman travaille comme enseignante à la Free School of Arts de 1945 à 1946. Elle prend sa retraite en 1949, mais continue à peindre grâce à une bourse de la ville d'Helsinki et à une pension d'artiste de l'État finlandais. 
Au cours des années 1950, Schauman voyage fréquemment en France et en Italie. Elle est un membre fondateur du groupe d'artistes Prisma en 1956. 
L'affaiblissement de la vue de Schauman l'empêche de continuer à peindre à la fin des années 1960. Même un an avant sa mort, Schauman participe à une exposition rétrospective organisée en l'honneur de son 100e anniversaire au Musée Amos Rex. La même année, pour ses contributions artistiques, elle reçoit la médaille Prince Eugen par le roi de Suède. 
Sigrid Schauman publie en 1964 un livre biographique intitulé Min bror Eugen : En gestalt ur Finlands frihetskamp (Mon frère Eugen Schauman).